# Лисије
Лисије (грч. Λυσίας; око 445 – око 380. п. н. е.) био је логограф (писац говора) у старој Грчкој.

## Биографија
Према Дионисију из Халикарнаса и још једном извору, Лисије је рођен 459. п. н. е., што би било у складу са предањем да је Лисије доживео, или прешао, осамдесету годину. Овај датум је очигледно добијен рачунањем уназад од оснивања Турија (444 п. н. е.), пошто постоји предање да је Лисије тамо отишао са петнаест година. Савремени критичари, уопште, његово рођење смештају касније, веровтно у 445. п. н. е. а мисле да је његово путовање у Турију било око 430. п. н. е.
Преведено у термине античке критике, постао је узор једноставног стила ( ἰσχνὸς χαρακτήρ, ἰσχνὴ/λιτὴ/ἀφελὴς λέξις). Лисијин речник је релативно једноставан и касније ће се сматрати моделом чисте дикције .
Његово дело је имало важан утицај на сву каснију грчку прозу, показујући како се савршена елеганција може спојити са једноставношћу. По својој уметничкој употреби познатог идиома, могао би се поштено назвати Еурипидом атичке прозе. Његов стил је привукао интересовање савремених читалаца, јер се користи за описивање сцена из свакодневног живота Атине.
Био је један од десет атичких беседника укључених у „Александријски канон“ који су саставили Аристофан Византионски и Аристарх из Самотраке у трећем веку пре нове ере.